# Gaspare Turbini

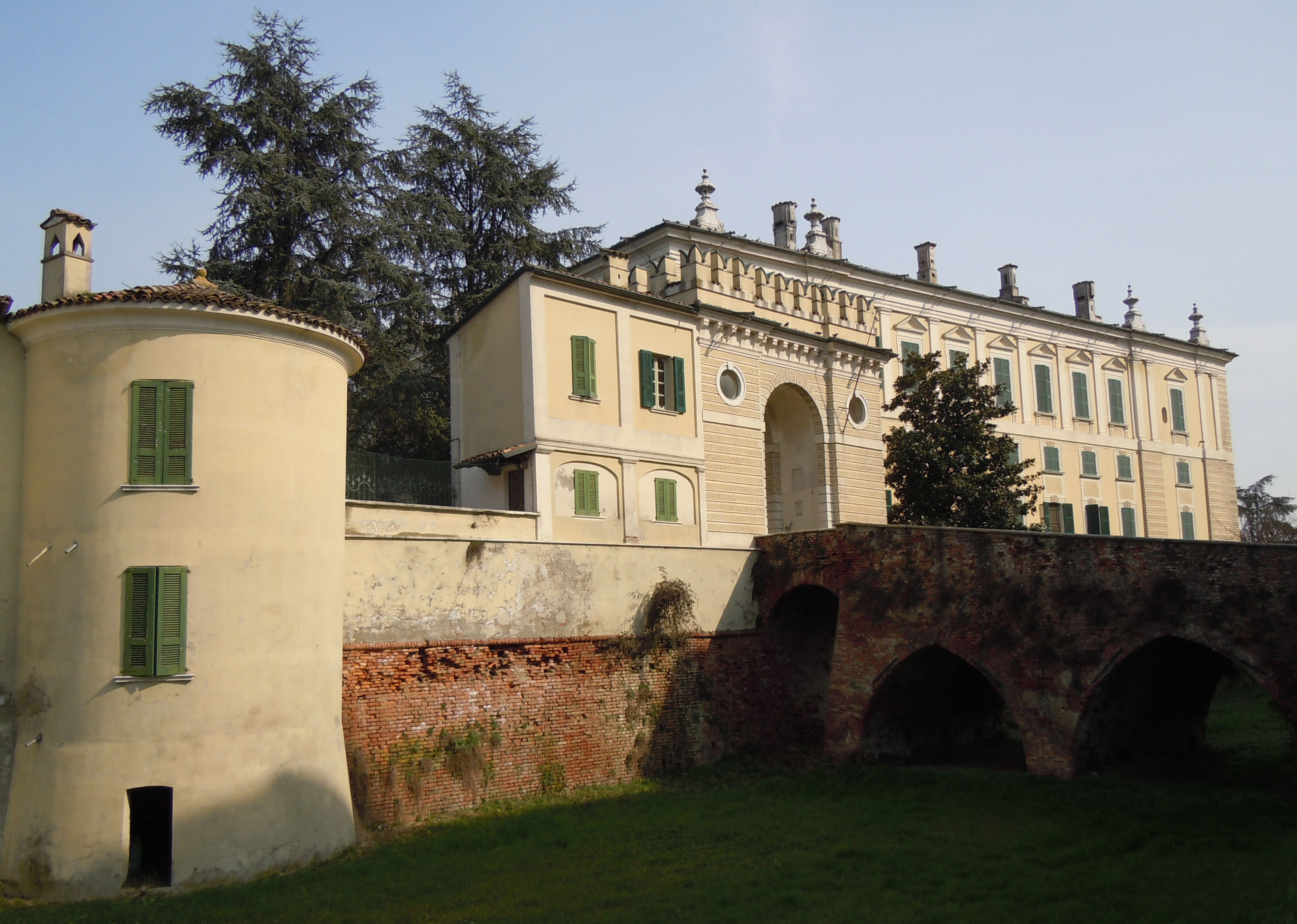
Palazzo Gambara i Pralboino.

Gaspare Turbini, född 1728, död 1802, var en italiensk arkitekt. Han ritade både profana och sakrala byggnader i provinserna Brescia och Mantua.